# Caterina de San Marco
Caterina de San Marco, född 1747, död 1824, var en italiensk hovfunktionär.  Hon var hovdam, gunstling och rådgivare till Neapels drottning och de facto regent Maria Karolina av Österrike.